# Зязіков Мурат Магометович
Мурат Магометович Зязіков (інг. Зазьганаьк'ан Мурат, по батькові Мурат Султанович Боров, Зязіков — прізвище по матері; нар. 10 вересня 1957, Ош, Киргизька РСР, СРСР) — російський державний і політичний діяч. Президент Республіки Інгушетія з 23 травня 2002 по 30 жовтня 2008 року.